# T-BOLAN THE COMPLETE
『T-BOLAN THE COMPLETE』（ティー・ボラン・ザ・コンプリート）は、T-BOLANの完全限定CD-BOX。

## 概要
- 1枚目の『T-BOLAN』から5枚目の『LOOZ』までのオリジナル・アルバム5作とアコースティック・ミニアルバム2作に加え、カップリング曲およびアルバム未収録シングルA面曲、未発表曲を一挙収録した『ADDITIONAL DISC』と未公開のPVを集めた『SPECIAL DVD』の全9枚組となっている。
- Beingの通販サイト『Musing』(2014年5月31日予約終了)と2014年3月と4月に行われたライブ会場での予約受注限定生産となっており、その後一般販売は行なわれず、現在は非常に入手困難となっている。
- 本作を4月末までに予約すると、特典として直筆サイン色紙がもらえた。
- コンプリートと銘打ちされているが、『BALLADS』に収録の『離したくはない (Out Take 1992.3.2)』や『1999 REMIXES』からの音源などといった一部の音源が『ADDITIONAL DISC』には収録されていないため、厳密にはコンプリートとは言えない。
- 全曲デジタル・リマスタリング。

## 収録曲
DISC1～DISC6は各アルバムを参照。

### DISC1
1st Album『T-BOLAN』

### DISC2
2nd Album『BABY BLUE』

### DISC3
3rd Album『SO BAD』

### DISC4
4th Album『HEART OF STONE』

### DISC5
5th Album『LOOZ』

### DISC6
アコースティックミニアルバム『夏の終わりに 〜Acoustic Version〜/夏の終わりにII 〜Lookin' for the eighth color of the rainbow〜』
- 今回の収録にあたり、上記2作が1枚のディスクにまとめられている。

### DISC7
ADDITIONAL DISC DISC1
1. Hold On My Beat
  - 作詞･作曲:森友嵐士 編曲:西田魔阿思惟

1stシングル「悲しみが痛いよ」のカップリング曲。
2. 離したくはない (シングル・バージョン)
  - 作詞・作曲：森友嵐士 編曲：西田魔阿思惟

2ndシングル。
3. Teenage Blue
  - 作詞･作曲:森友嵐士 編曲:明石昌夫

3rdシングル「JUST ILLUSION」のカップリング曲。
4. 心のかたち
  - 作詞:森友嵐士 作曲:五味孝氏 編曲:葉山たけし

4thシングル「サヨナラから始めよう」のカップリング曲。アルバム初収録。
5. Words and Mind
  - 作詞:森友嵐士 作曲:五味孝氏 編曲:T-BOLAN・明石昌夫

5thシングル「じれったい愛」のカップリング曲。アルバム初収録。
6. 鏡の中の嘘が微笑むよ
  - 作詞･作曲:森友嵐士 編曲:T-BOLAN・明石昌夫

6thシングル「Bye For Now」のカップリング曲。
7. シャイなJealousy
  - 作詞･作曲:森友嵐士 編曲:T-BOLAN・明石昌夫

7thシングル「おさえきれない この気持ち」のカップリング曲。シングルバージョンはアルバム初収録。
8. Happiness
  - 作詞･作曲:森友嵐士 編曲:T-BOLAN・明石昌夫

8thシングル「すれ違いの純情」のカップリング曲。
9. いじけた視線を君に語るより 光を見たい
  - 作詞･作曲:森友嵐士 編曲:T-BOLAN・明石昌夫

10thシングル「わがままに抱き合えたなら」のカップリング曲。アルバム初収録。
10. LOVE
  - 作詞･作曲:森友嵐士 編曲:T-BOLAN・葉山たけし

11thシングル。
11. No.1 Girl
  - 作詞･作曲:森友嵐士 編曲:T-BOLAN・明石昌夫

11thシングル「LOVE」のカップリング曲。

### DISC8
ADDITIONAL DISC DISC2
1. マリア
  - 作詞･作曲:森友嵐士 編曲:T-BOLAN・明石昌夫

12thシングル。
2. 心とかして
  - 作詞･作曲:森友嵐士 編曲:T-BOLAN・明石昌夫

「マリア」のカップリング曲。アルバム初収録
3. SHAKE IT
  - 作詞：森下桂人 作曲：森友嵐士 編曲：T-BOLAN・明石昌夫

13thシングル。
4. HOW DO YOU FEEL?
  - 作詞･作曲：森友嵐士 編曲：T-BOLAN・葉山たけし

「SHAKE IT」のカップリング曲。アルバム初収録。
5. 愛のために 愛の中で
  - 作詞･作曲:森友嵐士 編曲:T-BOLAN・葉山たけし

14thシングル。
6. 10 Years Love Story
  - 作詞･作曲:森友嵐士 編曲:T-BOLAN・葉山たけし

「愛のために 愛の中で」のカップリング曲。アルバム初収録。
7. Be Myself
  - 作詞:森友嵐士 作曲:森友嵐士･五味孝氏 編曲:T-BOLAN・池田大介

15thシングル。
8. Smile
  - 作詞・作曲:森友嵐士 編曲:T-BOLAN

ベスト・アルバム『T-BOLAN FINAL BEST GREATEST SONGS & MORE』収録曲。
9. 満月の夜
  - 作詞･作曲：森友嵐士 編曲：T-BOLAN・葉山たけし

ベスト・アルバム『LEGENDS』収録曲。